# Alúvium Blhu
Alúvium Blhu je chráněný areál v oblasti Cerová vrchovina na Slovensku.
Nachází se v katastrálním území obce Hrušovo v okrese Rimavská Sobota v Banskobystrickém kraji. Území bylo vyhlášeno či novelizováno v roce 1991 na rozloze 2,7909 ha. Ochranné pásmo nebylo stanoveno.